# Міжселенна територія Ніколаєвського району
Міжселенна територія Нікола́євського району (рос. Межселенная территория Ніколаєвського района) — муніципальне утворення у складі Ніколаєвського району Хабаровського краю, Росія.
Згідно із федеральними законами територія напряму підпорядковується районній владі.
Населення міжселенної території становить 7 осіб (2019; 18 у 2010, 40 у 2002).
Станом на 2002 рік існувала Власьєвська сільська адміністрація (село Власьєво), яка пізніше була ліквідована.

## Склад
До складу сільського поселення входить:
| Населений пункт | Населення, осіб (2002) | Населення, осіб (2010) |
| --------------- | ---------------------- | ---------------------- |
| Власьєво, село  | 40                     | 18                     |